# VL Humu
Il VL Humu (in finlandese "Vortice") è stato un aereo da caccia realizzato dall'azienda finlandese di stato Valtion Lentokonetehdas negli anni quaranta del XX secolo per la Suomen ilmavoimat, l'aeronautica militare finlandese, e rimasto allo stato di prototipo.

## Storia del progetto

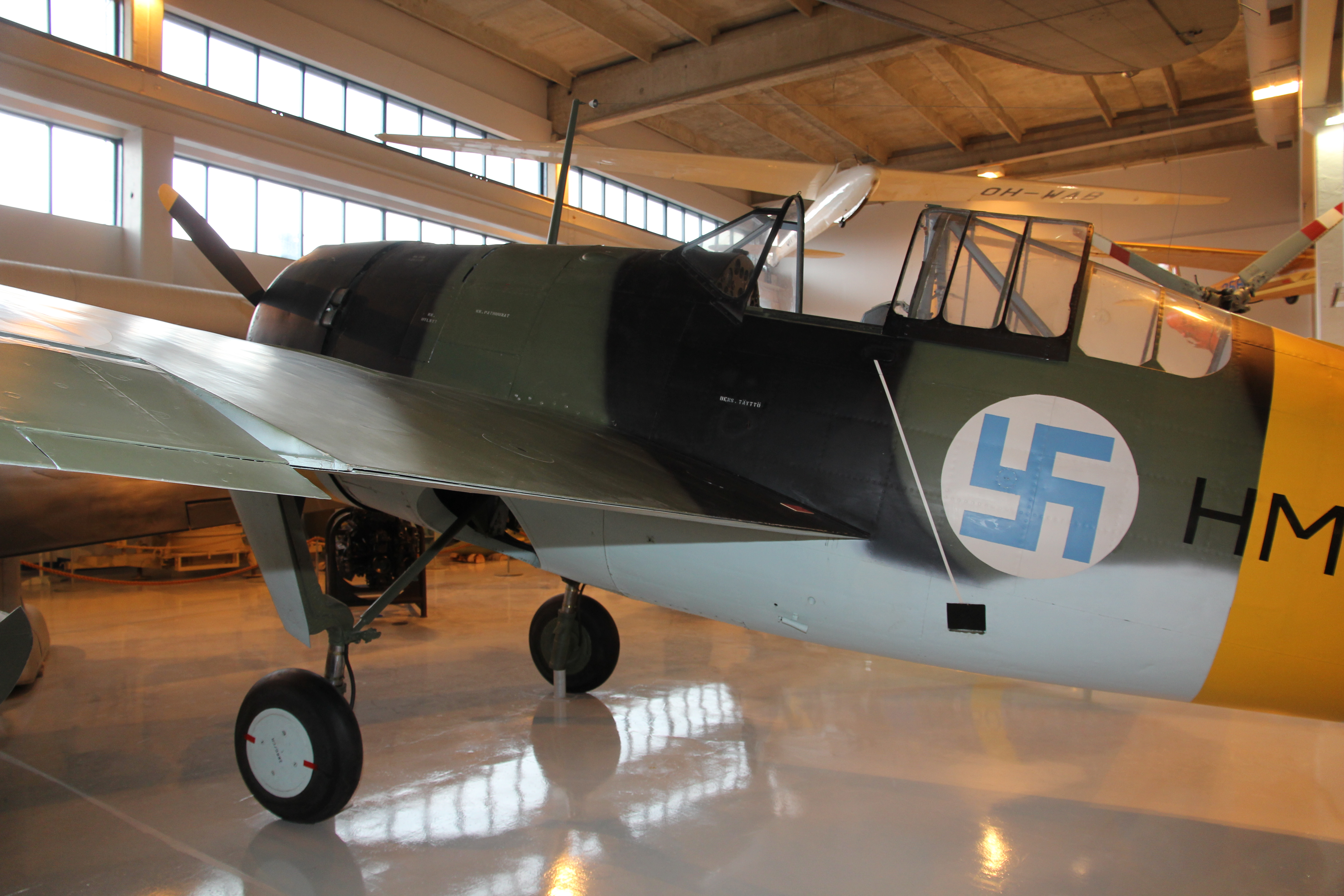
Vista del prototipo del caccia VL Humu.

Nel 1940 la Finlandia, impegnata nella guerra d’inverno contro l’Unione Sovietica, ordinò negli Stati Uniti un lotto di 44 caccia Brewster F2A-2 Buffalo (B-239) per equipaggiare alcuni reparti da caccia della Suomen ilmavoimat. Sei di questi vennero consegnati prima della fine delle ostilità, mentre i rimanenti 38 dopo la fine della guerra. Dopo la ripresa della guerra, avvenuta il 25 giugno 1941 in seguito all’invasione tedesca dell'Unione Sovietica, l’aviazione finlandese impiegò i caccia Brewster con particolare profitto. A causa della mancanza di parti di ricambio di provenienza statunitense, tra cui i propulsori, sei aerei ricevettero i motori radiali sovietici di preda bellica Shvetsov M-63 e i responsabili militari finlandesi chiesero all’ufficio tecnico dell’industria aeronautica Valtion Lentokonetehdas se fosse in grado di disegnare e costruire i ricambi mancanti, avviando nel contempo la progettazione di un derivato di costruzione nazionale.
Responsabili del progetto, in dettaglio, divennero gli ingegneri Torsti Verkkola, Arvo Ylinen e Martti Vainio e, nell'ottobre 1942, fu passato alla VL un ordine per la costruzione di quattro prototipi. Data la scarsità di metallo impiegabile, la cellula del caccia doveva essere realizzata prevalentemente in legno, con largo impiego di materiali di preda bellica forniti dagli alleati tedeschi. Il motore prescelto fu il propulsore russo Shvetsov M-63 da 930 HP che volò a bordo di un Brewster B-239 il 5 giugno 1943. Il collaudo statico dell'ala in legno fu completamente soddisfacente e la Suomen Ilmavoimat ordinò la produzione di 90 caccia Humu.

## Tecnica

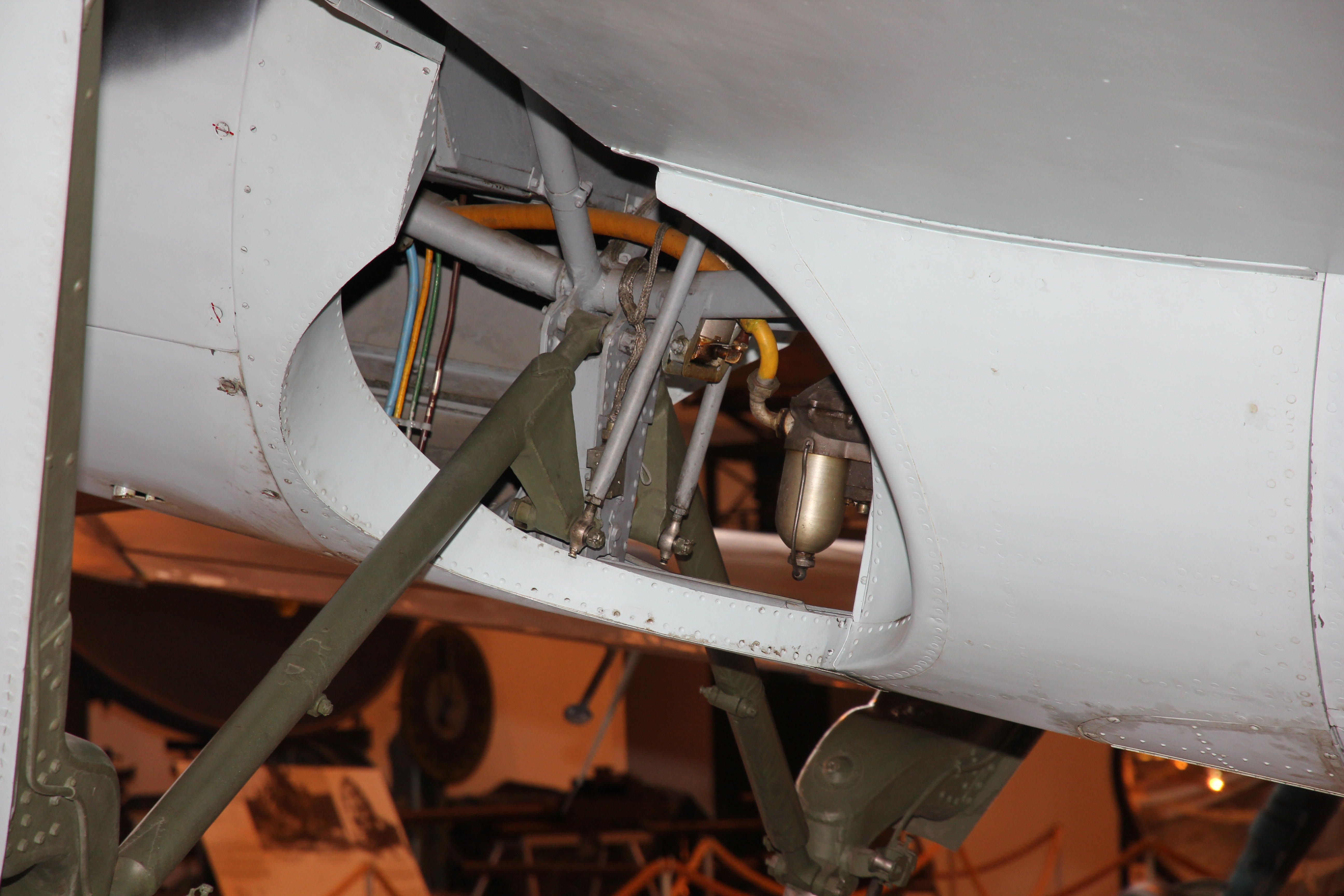
Particolare del sistema di retrazione del carrello d'atterraggio.

Lo Humu era un monoplano ad ala bassa la cui struttura era in parte lignea e metallica per la fusoliera, rivestita in lamiera metallica nella parte anteriore, ed interamente lignea per le ali, rivestite di compensato. Monoposto con abitacolo chiuso e riscaldato. 
Il carrello d'atterraggio aveva le gambe anteriori completamente retrattili per rotazione all'interno della fusoliera, mentre il ruotino di coda era semiretrattile.
Il propulsore era un motore aeronautico radiale raffreddato ad aria Shvetsov M-63 a 9 cilindri di produzione sovietica, erogante la potenza di 1 015 HP (746 kW) a 0 m. Il rateo di salita iniziale era di 13,3 m/s.
L'armamento previsto era costituito da due mitragliatrici LKK/42 (copia della Browning M2) calibro 12,7 mm installate nelle ali. Successivamente furono riposizionate nella parte anteriore della fusoliera, e sparavano attraverso il disco dell'elica.

## Impiego operativo

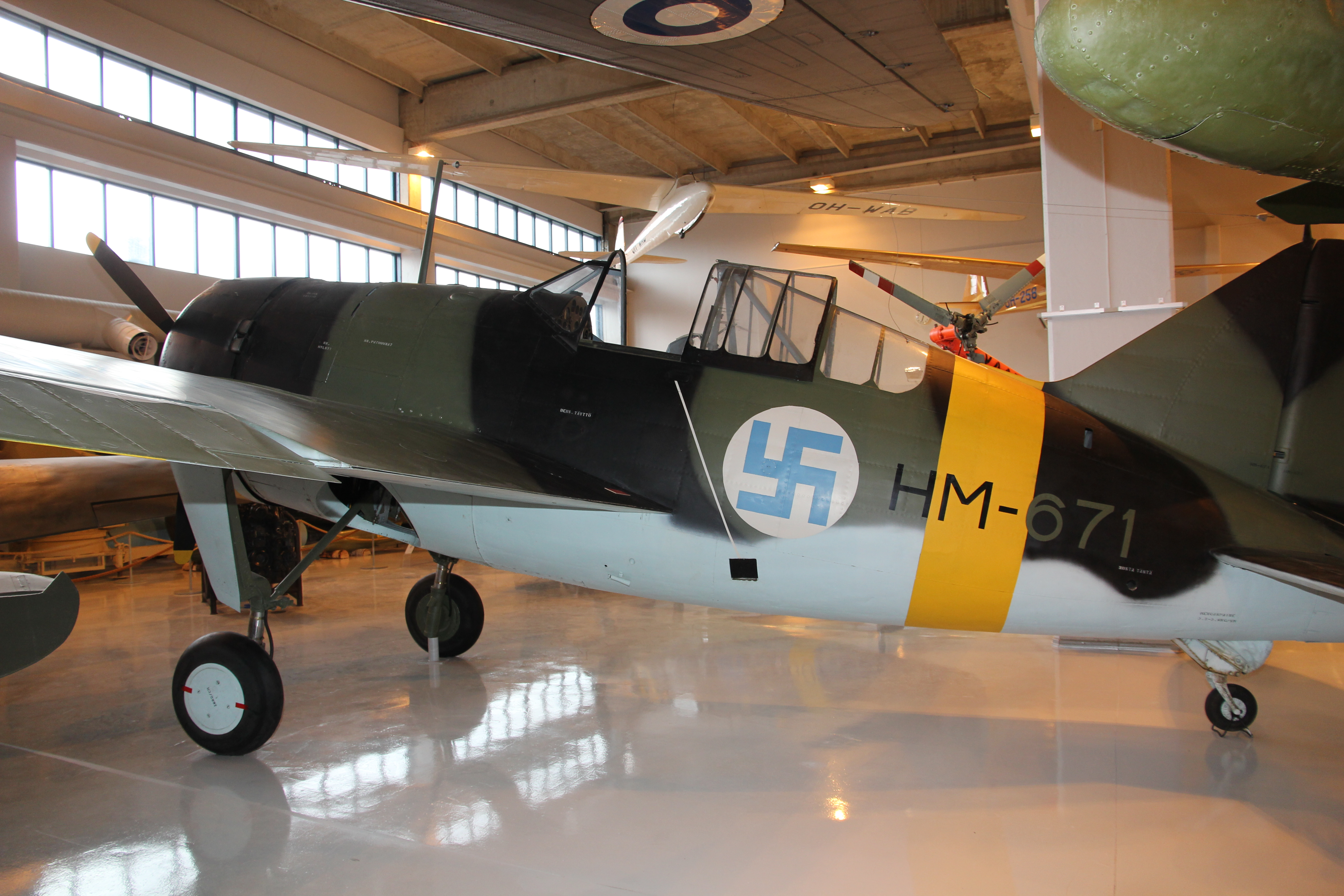
Vista laterale del prototipo HM-671 del caccia VL Humu.

Al settembre 1943 gli ordini confermati erano per cinque prototipi e 55 aerei, ed il primo di essi (matricola HM -671) andò in volo per la prima volta l’8 agosto 1944. La produzione fu fermata nel corso di quello stesso anno, dopo la realizzazione del prototipo che effettuò un totale di 19 ore e 50 minuti di volo. Al termine dei collaudi si rilevò che l’aereo risultava 250 kg più pesante del calcolato, che il suo motore radiale M-63 era troppo poco potente, e che il trasferimento dei serbatoi di combustibile dall'ala alla carlinga spostava il centro di gravità verso la coda, a scapito della manovrabilità. Nel tentativo di migliorare le caratteristiche dell'aereo, le mitragliatrici, inizialmente installate sulle ali, furono ridotte a due e posizionate in fusoliera, alleggerendo così il carico alare.
La produzione del caccia IVL Humu fu considerata prioritaria fino al giugno 1944 quando l'Unione Sovietica avviò una grande offensiva che costrinse la Finlandia a richiedere l'armistizio, e ciò pose fine ad ogni piano di sviluppo. Radiato ufficialmente nel 1948, il prototipo fu restaurato tra il 1972 e il 1974 ed è oggi conservato presso il Museo della Suomen Ilmavoimat a Tikkakoski, nella Finlandia centrale.

## Utilizzatori
Finlandia
- Suomen ilmavoimat

### Annotazioni
1. ↑  Vista la totale assenza di ogni documentazione tecnica, il Brewster B-239 doveva essere completamente rivisto al fine di consentirne la costruzione, senza licenza in Finlandia.
2. ↑  Già responsabili del progetto del caccia IVL Myrsky.
3. ↑  Da segnalare che il motore russo di preda bellica non fu mai messo veramente a punto, a causa di mancanza del manuale di istruzione che i tedeschi fornirono solo nel tardo 1943.
4. ↑  In quel periodo la capacità lavorativa della I. Valtion Lentokonetehdas di Tampere era concentrata sulla produzione del caccia VL Myrsky III e sulla conversione dei Morane-Saulnier MS.406 allo standard "Mörkö-Morane”, che prevedeva la sostituzione del propulsore originale Hispano-Suiza da 860 HP con il Klimov M-105 da 1 100 HP di preda bellica.

### Fonti
1. 1 2 3 4 5 6 7 8 9 10 11 12 13 14  Уголок неба.
2. 1 2 3  Swanborough, Bowers 1976, p. 86.
3. ↑  Maas 1987, p. 10.
4. 1 2 3 4 5 6  Maas 1987, p. 11.
5. 1 2 3 4 5 6  Virtual Aircraft Museum.
6. 1 2 3 4  Maas 1987, p. 14.
7. ↑  Maas 1987, p. 12.

### Periodici
- Pentti Manninen, Puusiipi-Brewster, Part 1, Suomen Ilmailuhistoriallinen Lehti, 4/1998, 1998, pp. 10-14, ISSN 1237-2315.
- Pennti Manninen, Puusiipi-Brewster, Part 2, Suomen Ilmailuhistoriallinen Lehti, 1/1999, 1999, pp. 14-17, ISSN 1237-2315.